# Carlsbad (Új-Mexikó)
Carlsbad település az Amerikai Egyesült Államok Új-Mexikó államában, Eddy megyében, melynek megyeszékhelye is. Lakosainak száma 32 238 fő (2020. április 1.).

## Népesség
A település népességének változása:

| 2010 | 26 138 |
| 2020 | 32 238 |